# سیارک ۱۸۰۷۵
سیارک ۱۸۰۷۵ (به انگلیسی: 18075 Donasharma، نامگذاری:2000DD5) هجده هزار و هفتاد و پنجمین سیارک کشف شده‌است که در ۲۸ فوریه ۲۰۰۰ کشف شد.
قدر مطلق سیارک برابر ۱۶.۲ است.